# Polling in Tirol
Polling in Tirol település Ausztriában, Tirolban az Innsbrucki járásban található. Területe 4,97 km², lakosainak száma 974 fő, népsűrűsége pedig 200 fő/km² (2014. január 1-jén). A település 615 méteres tengerszint feletti magasságban helyezkedik el.
A település részei: Polling in Tirol (784 fő) és  Pollingberg (176 fő, 2011. október 31-én)

## Fordítás
- Ez a szócikk részben vagy egészben  a   Polling in Tirol című angol Wikipédia-szócikk ezen változatának fordításán alapul.  Az eredeti cikk szerkesztőit annak laptörténete sorolja fel. Ez a jelzés csupán a megfogalmazás eredetét és a szerzői jogokat jelzi, nem szolgál a cikkben szereplő információk forrásmegjelöléseként.